# Tibétain classique
Pour les articles homonymes, voir Tibétain (homonymie).
Le tibétain classique est une référence à la langue des textes écrits en langues tibétiques après la période de l'ancien tibétain, à travers son extension du VIIe siècle jusqu'à nos jours. Il fait référence en particulier à la langue des textes canoniques primitifs, traduits depuis d'autres langues, et en particulier du sanskrit. La phonologie impliquée par l'orthographe du tibétain classique comporte les mêmes bases que celle de la phonologie de l'ancien tibétain, mais la grammaire varie grandement en fonction de la période ou de l'origine géographique de l'auteur. Ces variations sont un sujet de recherche, sous-représenté.
En 816, pendant le règne du roi Sadnalegs, la littérature tibétaine subit  une réforme complète dont le but est de standardiser la langue et le vocabulaire des traductions qui sont effectuées depuis les textes indiens. Il en résulte ce qui est de nos jours appelé, le tibétain classique.